# Фабрициус (кратер)
Фабрициус (Fabricius) е ударен кратер на Луната с диаметър 79 km и дълбочина 2500 m.
През 1935 г. той получава името на Давид Фабрициус, фризийски астроном (1564-1617).